# Inés II, abadesa de Quedlinburg
Inés II de Quedlinburg o Inés de Meissen (Meißen, 19 de junio de 1145-Quedlinburg, 21 de enero de 1203) fue una religiosa alemana que llegó a ser abadesa de Quedlinburg en 1184, sucediendo a Adelaida III.

## Biografía
Su madre era Lutgarda de Elchingen-Ravenstein y su padre era Conrado el Grande, margrave de Meissen.
Se la recuerda por su trabajo como amanuense e iluminadora. Elaboró también tapices y fue además una importante mecenas.
Es una de las 999 mujeres representativas de The Dinner Party de Judy Chicago.